# کروزیلیا
کروزیلیا (به پرتغالی: Cruzília) یک منطقهٔ مسکونی در برزیل است که در میناز ژرایس واقع شده‌است. کروزیلیا ۱۵٬۴۷۴ نفر جمعیت دارد.